# Molekulare Mimikry
Die molekulare Mimikry beschreibt die Beobachtung bei Pathogenen, dass ihre Proteine und Kohlenhydrate im Zuge einer Immunevasion sich in ihren Strukturen teilweise an diejenigen ihres Wirtes angleichen. Diese teilweise angeglichenen Moleküle werden deshalb weniger vom Immunsystem erkannt, weil ähnliche oder gleiche Substanzen auch im Wirt vorkommen. Da der Wirtsorganismus gegen die eigenen Moleküle im Normalfall keine Antikörper bildet, werden diese Bestandteile des Pathogens nicht als Antigen erkannt.

## Prinzip
Bei der Reproduktion von Pathogenen entstehen in seltenen Fällen Mutanten, deren Ressourcenerwerb oder das Überleben einer Abwehrreaktion des Wirtes einfacher ist (positive Mutationen), meistens entstehen jedoch Mutationen mit negativen Auswirkungen. In erster Linie müssen zum Fortbestand eines Pathogens dessen Funktionalitäten (z. B. Replikation, Infektiosität) sichergestellt werden, daneben hilft es, als parasitäre Organismen und Moleküle einer Wirtsresistenz und einer Immunantwort zu entgehen. Dies gilt insbesondere bei Erregern mit einem Infect-and-persist-Infektionsverlauf, welche längere Zeiträume in einem Wirt verbringen. Das Immunsystem erkennt Proteine, Kohlenhydrate und andere größere Moleküle als Antigene, wenn sie dem eigenen Körper fremd sind, d. h. üblicherweise nicht in ihm vorkommen. Gegen körpereigene Moleküle besteht dagegen eine immunologische Selbsttoleranz. Mutanten von Pathogenen, deren Moleküle die wirtseigene Immunantwort weniger auslösen, werden weniger eliminiert, was als Selektionsvorteil wirkt. Durch die Imitation wirtseigener Moleküle werden die Abwehrreaktionen gemindert und, wie bei der Mimikry, die Überlebenschancen verbessert.

## Beispiele (Bakterien, Viren, Protozoa, Parasiten)
Bei bekapselten Bakterien konnte man molekulare Mimikry feststellen. So zum Beispiel im Fall von Streptococcus pyogenes. In der Kapsel dieses A-Streptokokken befindet sich Hyaluronsäure, eine Substanz, die auch im menschlichen Bindegewebe vorkommt. Einige Colibakterien und Neisseria meningitidis sv. B tragen Sialinsäure in ihrer Kapsel, was ebenfalls Bestandteil von Gangliosiden des Nervensystems ist. Auch bei Campylobacter jejuni konnte man Sialinsäure feststellen. Helicobacter pylori  exprimiert Moleküle, die der Struktur von CD15 gleichen.
Bei Viren produziert zum Beispiel das Herpes-simplex-Virus1 Substanzen, die Bestandteile der Hornhaut des Auges sind. Das Humane Herpesvirus 8 induziert Immun-Mediatoren, wie zum Beispiel MIP, Interleukin-6 und IRF. Einzeller wie Trypanosoma cruzi bilden Proteine mit einer Kreuzreaktivität zu humanem Myosin. Parasiten wie zum Beispiel Schistosoma mansoni und Fasciola hepatica exprimieren CD15 bzw. CD77.

## Molekulare Mimikry und Autoimmunerkrankungen
T-Zellen und Antikörper produzierende B-Zellen werden während ihrer Reifung auf Selbst-Kompatibilität überprüft. Wenn sie körpereigene Substanzen erkennen, werden sie in der Regel im Thymus bzw. Knochenmark eliminiert. Falls jedoch selbstreaktive Auto-Antikörper, B- und T-Zellen diese Selektion überstehen, können sie an Mimikry-Moleküle binden. Folglich kommt es zu einer Immunreaktion, bei der zahlreiche Antikörper sezerniert werden, die gegen dieses (Mimikry)-Antigen gerichtet sind. Allerdings binden die Antikörper dann auch an körpereigene Moleküle, wodurch Wirtszellen abgetötet werden können. Auf diese Weise können Autoimmunerkrankungen entstehen. Die Chagas-Krankheit, ausgelöst von Trypanosoma cruzi ist ein Beispiel dafür. Es entsteht eine lebensbedrohliche Entzündung des Herzmuskels (Myokarditis) durch die Immunreaktion gegen das wirtseigene Myosin. Infektionen mit Streptokokken können zu Arthus-Reaktionen führen. Zusammenhänge zwischen molekularer Mimikry und Autoimmunerkrankungen werden vielfach diskutiert.